# Paul Déroulède

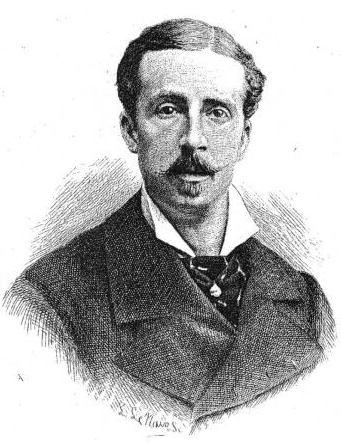
Paul Déroulède

Paul Déroulède, född 2 september 1846, död 30 januari 1914, var en fransk politiker och skriftställare.
Déroulède debuterade redan som ung som författare, deltog som frivillig i fransk-tyska kriget och befordrades till löjtnant. Han vägrade godta Frankfurtfreden och vigde sitt liv och sitt författarskap åt revanschtanken. 1872 offentliggjorde Déroulède Chants du soldat och 1875 Nouveaux chants du soldat, senare en del dramer i vilka alla han vädjar till fosterlandskänslan. År 1882 instiftade han Ligue des patriotes, vars ordförande han blev 1885, och företog 1886 en resa i Ryssland. Efter sin återkomst slöt han sig till kretsen kring Georges Boulanger och deltog i propagandan för denne och bidrog till hans förskjutning åt höger. År 1889 blev han deputerad, och kvarstod som en av boulangismens sista kämpar och ingrep lidelsefullt men omdömeslöst i Panamaskandalen, under vilken han kom med anklagelser mot bland andra Georges Clemenceau. Då hans politiska åsikter inte längre fick något större genomslag, nedlade han sitt mandat 1892. 
År 1898 återvaldes och tog med häftighet del i Dreyfusaffären, i vilken han hävdade, att frågan om Dreyfus skuld kan vara tvivelaktig, men så icke den om Frankrikes. I samband med Félix Faures begravning 1899 försökte han förmå general Roget att med två regementen tåga mot Élyséepalatset och företa en statskupp för införande av en plebiscitär republik. Kuppen misslyckades och Déroulède beskyllde senare rojalisterna för detta. Seinedomstolen frikände Déroulède, men några månader senare häktades han på nytt och ställdes som patriotligans chef inför riksrätt och anklagades för komplott mot statens säkerhet. Déroulède dömdes till 10 års landsförvisning. Han tillbringade sin tid i exil i San Sebastián i Spanien. Efter att ha benådats 1905, vägrade han motta benådningen personligen, förrän parlamentet samma år antagit en allmän amnesti. Déroulèdes återkomst hälsades med stormande jubel av hans anhängare, vilka såg honom som en symbol för de franska patrioternas lidande. Sina sista år ägnade han helt åt patriotligan. Déroulède var även en glödande nationalistisk poet.